# Service support (ITIL)
Le soutien des services (Service support en anglais) est l'un des deux ouvrages fondamentaux de la bibliothèque ITIL en version 2, décrivant comment le service informatique assure le support à son "client".
L'ouvrage décrit une fonction :
1. Le centre de services (Service Desk)

ainsi que cinq processus :
1. La gestion des incidents (Incident Management)
2. La gestion des problèmes (Problem Management)
3. La gestion des changements (Change Management)
4. La gestion des mises en production (Release Management)
5. La gestion des configurations (Configuration Management)

Il est à noter qu'ITIL fait une distinction entre incident (arrêt ou dégradation d'un service - l'objectif de la gestion des incidents est la restauration du service dans les plus brefs délais) et problème (origine d'un ou de plusieurs incidents récurrents - l'objectif de la gestion des problèmes est l'identification et la correction des causes d'erreur).